# Marian Kowalczyk (jeździec)
Marian Kowalczyk (ur. 13 marca 1926 w Wygodzie koło Janowa Podlaskiego, zm. 29 sierpnia 2017) – polski zawodnik i trener jeździectwa.

## Życiorys
Był synem kawalerzysty. W dwudziestoleciu międzywojennym jego ojciec pracował jako masztalerz w Stadninie Koni w Janowie Podlaskim. W trakcie II wojny światowej, sam Marian Kowalczyk pracował jako masztalerz w tejże stadninie i był świadkiem ewakuacji koni do Niemiec w schyłkowym okresie działań wojennych. Jako zawodnik debiutował w drugiej połowie lat 40. XX wieku. Jako jeździec był wszechstronny i startował zarówno w dyscyplinie skoków przez przeszkody, ujeżdżeniu, WKKW oraz woltyżerce. W latach 1956–1971 był wielokrotnym medalistą mistrzostw Polski. W 1956 roku zdobył na mistrzostwach Polski srebrny medal w skokach przez przeszkody, zaś już w 1957 został mistrzem Polski w tej dyscyplinie. Był także między innymi pięciokrotnym mistrzem Polski w ujeżdżeniu. Reprezentował Polskę również z sukcesami na zawodach międzynarodowych w tym w Budapeszcie w 1957 oraz Nicei w 1958, a także w trakcie Pucharu Narodów. W 1960 w trakcie zgrupowania w Kwidzynie podczas skoku przez przeszkody złamał rękę i z tego powodu ostatecznie nie zakwalifikował się na XVII Letnie Igrzyska Olimpijskie 1960 w Rzymie. Był wieloletnim trenerem polskiej kadry narodowej. Jego podopieczni zdobyli między innymi złoty medal w klasyfikacji indywidualnej (Jan Kowalczyk) i srebrny w klasyfikacji drużynowej (Marian Kozicki, Jan Kowalczyk, Wiesław Hartman, Janusz Bobik) podczas Igrzysk Olimpijskich 1980 w Moskwie.

## Wybrane odznaczenia
- Złoty Krzyż Zasługi (1980)[3]
- Srebrny Krzyż Zasługi (1969)[3]
- Złota Odznaka „Zasłużony Działacz Kultury Fizycznej” (1998)[3]